# Cryptantha texana
Cryptantha texana är en strävbladig växtart som först beskrevs av A. Dc., och fick sitt nu gällande namn av Edward Lee Greene. Cryptantha texana ingår i släktet Cryptantha, och familjen strävbladiga växter. Inga underarter finns listade i Catalogue of Life.